# نجد مولانجي
نجد مولانجي، المعروف أيضًا باسم جبل مولانجي، هو جبل معزول كبير في جنوب ملاوي. قُنة سابيتوا، هي أعلى نقطة في النجد يبلغ ارتفاعها 3،002 متر، وهي أيضًا أعلى نقطة في ملاوي. تقع على بعد 65 كم شرق بلانتير، ترتفع بشكل حاد من السهول المحيطة في فالومبي ومنطقة مولانجي.